# 罗纳德·麦克内尔
罗纳德·厄文·麦克内尔（英語：Ronald Erwin McNair，1950年10月21日—1986年1月28日），非裔美國人，曾是一位美国国家航空航天局的宇航员，执行过STS-41-B以及STS-51-L任务，於挑戰者號太空梭墜毀時與其餘六名機組員同時罹難。

## 紀念
小行星3354